# 前186年
| 千纪： | 前1千纪 |
| 世纪： | 前3世纪 \| 前2世纪 \| 前1世纪                                                                                         |
| 年代： | 前210年代 \| 前200年代 \| 前190年代 \| 前180年代 \| 前170年代 \| 前160年代 \| 前150年代                               |
| 年份： | 前191年 \| 前190年 \| 前189年 \| 前188年 \| 前187年 \| 前186年 \| 前185年 \| 前184年 \| 前183年 \| 前182年 \| 前181年 |
| 纪年： | 西汉高后二年 |

## 大事记
1. 正月，汉朝羌道、武都道山崩地震。
2. 五月，漢政府封楚元王子刘郢客为上邳侯，齐悼惠王子刘章为朱虚侯，又以吕禄之女嫁给刘章。
3. 七月，漢政府行八銖錢。
4. 七月癸丑，立襄成侯刘山为恒山王，更名刘义。

## 逝世
- 11月，呂台，第1任呂王。
- 7月，劉不疑，恆山王。